# Chronologie de la photographie
Ceci est une chronologie de la photographie, c'est-à-dire des événements liés à cet art depuis son invention par Nicéphore Niépce et Louis Daguerre.

## Accès direct aux paragraphes des décennies
- XVIIIe siècle : 1760 • 1770 • 1780 • 1790

- XIXe siècle : 1800 • 1810 • 1820 • 1830 • 1840 • 1850 • 1860 • 1870 • 1880 • 1890

- XXe siècle : 1900 • 1910 • 1920 • 1930 • 1940 • 1950 • 1960 • 1970 • 1980 • 1990

- XXIe siècle : 2000 • 2010 • 2020 • 2030

## XXIesiècle

### Années 2020
- 2025 en photographie - x
- 2024 en photographie - x
- 2023 en photographie - x
- 2022 en photographie - x
- 2021 en photographie - x
- 2020 en photographie - x

### Années 2010
- 2019 en photographie - x
- 2018 en photographie - x
- 2017 en photographie - x
- 2016 en photographie - x
- 2015 en photographie - x
- 2014 en photographie - x
- 2013 en photographie - x
- 2012 en photographie - x
- 2011 en photographie - x
- 2010 en photographie - x

### Années 2000
- 2009 en photographie - x
- 2008 en photographie - x
- 2007 en photographie - x
- 2006 en photographie – x
- 2005 en photographie – x
- 2004 en photographie – x
- 2003 en photographie – x
- 2002 en photographie – x
- 2001 en photographie – x
- 2000 en photographie – x

## XXesiècle

### Années 1990
- 1999 en photographie – x
- 1998 en photographie – Création du festival PHotoEspaña à Madrid en Espagne.
- 1997 en photographie – Création du festival Paris Photo
- 1996 en photographie – Ouverture à Paris de la Maison européenne de la photographie.
- 1995 en photographie - x
- 1994 en photographie – Création du festival Rencontres africaines de la photographie à Bamako au Mali.
- 1993 en photographie – x
- 1992 en photographie – x
- 1991 en photographie – x
- 1990 en photographie – x

### Années 1980
- 1989 en photographie – Création du festival international de photojournalisme Visa pour l'image à Perpignan en France.
- 1988 en photographie – Création du prix Henri-Cartier-Bresson.
- 1987 en photographie – Inauguration du Musée de la photographie à Charleroi en Belgique.
- 1986 en photographie – x
- 1985 en photographie
  - Création du Musée canadien de la photographie contemporaine à Ottawa.
  - Création du musée Photo Élysée à Lausanne en Suisse.
  - Création des prix Infinity Awards aux États-Unis.
- 1984 en photographie
  - Lancement officiel en France de la Mission photographique de la DATAR.
  - Ouverture du Musée de l'art photographique au Danemark.
- 1983 en photographie - Ouverture du Musée photographique Ken-Domon au Japon.
- 1982 en photographie – Création de l'École nationale supérieure de la photographie à Arles.
- 1981 en photographie
  - Sony présente Sony Mavica, premier prototype d'appareil photographique numérique.
  - Ouverture du Musée de la photographie de Reykjavík en Islande.
  - Création du Prix Ken-Domon au Japon.
- 1980 en photographie - Création du festival Mois de la photo à Paris.

### Années 1970
- 1979 en photographie – x
- 1978 en photographie – x
- 1977 en photographie - x
- 1976 en photographie
  - Création à Chicago du Musée de la photographie contemporaine (Museum of Contemporary Photography).
  - Création en France du Prix Kodak de la critique photographique et au Japon du Prix Ina-Nobuo.
- 1975 en photographie – Création du Prix Kimura Ihei au Japon.
- 1974 en photographie – Ouverture de la galerie municipale du Château d'eau à Toulouse.
- 1973 en photographie – x
- 1972 en photographie – Création du musée Nicéphore-Niépce à Chalon-sur-Saône.
- 1971 en photographie – Création du Prix Erich-Salomon en Allemagne et du prix Ansel-Adams aux États-Unis.
- 1970 en photographie – Création des Rencontres de la photographie d'Arles.

### Années 1960
- 1969 en photographie – x
- 1968 en photographie – Création aux États-Unis du Prix Pulitzer de la photographie d'actualité et du Prix Pulitzer de la photographie d'article de fond.
- 1967 en photographie - x
- 1966 en photographie - Création de l'agence photographique de presse française Gamma.
- 1965 en photographie - x
- 1964 en photographie – Inauguration du Musée français de la photographie de Bièvres, premier musée français entièrement consacré à la photographie.
- 1963 en photographie - x
- 1962 en photographie – x
- 1961 en photographie – x
- 1960 en photographie - x

### Années 1950
- 1959 en photographie – Création du Prix culturel de la Société allemande de photographie.
- 1958 en photographie – x
- 1957 en photographie - x
- 1956 en photographie - x
- 1955 en photographie
  - Exposition The Family of Man.
  - Création des prix de photographie World Press Photo of the Year aux Pays Bas, Prix Niépce et Prix Nadar en France, Prix Robert Capa Gold Medal aux États-Unis et Médaille David-Octavius-Hill en Allemagne.
- 1954 en photographie – x
- 1953 en photographie - Marc Riboud, Le Peintre de la Tour Eiffel.
- 1952 en photographie – x
- 1951 en photographie – x
- 1950 en photographie
  - 1re édition du salon de photographie photokina à Cologne.
  - Robert Doisneau, Le Baiser de l'hôtel de ville.

### Années 1940
- 1949 en photographie
  - Commercialisation du Polaroïd.
  - Ouverture de la George Eastman House, à Rochester aux États-Unis, premier musée de photographie au monde.
- 1948 en photographie -
- 1947 en photographie - Création de l'agence de photojournalisme Magnum Photos.
- 1946 en photographie - Création à Paris du Groupe des XV.
- 1945 en photographie - 
  - Joe Rosenthal, Raising the Flag on Iwo Jima.
  - Evgueni Khaldeï, Le Drapeau rouge sur le Reichstag.
  - Alfred Eisenstaedt, V-J Day in Times Square.
- 1944 en photographie
  - Robert Capa, Jour J ; La Tondue de Chartres.
  - Robert F. Sargent, Into the Jaws of Death.
- 1943 en photographie
  - Garçon du ghetto de Varsovie.
  - George Skrigin, Kozarčanka.
- 1942 en photographie
  - Max Alpert, Combat.
  - Création aux États-Unis du prix Pulitzer de photographie.
- 1941 en photographie
  - Ansel Adams, Moonrise, Hernandez, Nouveau-Mexique
  - Yousuf Karsh, Le Lion rugissant.
  - James Agee et Walker Evans, Louons maintenant les grands hommes.
- 1940 en photographie
  - Le Museum of Modern Art (MoMA) de New York est le premier musée d'art à se doter d'un département spécifique consacré à la photographie, fondé par Beaumont Newhall.

### Années 1930
- 1939 en photographie – Centenaire de l'invention officielle de la photographie.
- 1938 en photographie – x
- 1937 en photographie - Photography, 1839-1937, Musée d'art moderne de New York : c'est la première fois qu'un musée d'art consacre une exposition d'une telle envergure à l'histoire de la photographie.
- 1936 en photographie
  -  Dorothea Lange Mère migrante.
  - Gerda Taro, Soldate républicaine à Barcelone.
- 1935 en photographie
  - Création aux États-Unis de la Farm Security Administration (FSA), qui met en place une section photographique chargée de photographier les conditions de vie et de travail des Américains ruraux ; les photographes recrutés réaliseront 270 000 documents photographiques.
  - Commercialisation de la pellicule photographique couleur Kodachrome.
- 1934 en photographie – x
- 1933 en photographie - x
- 1932 en photographie – Ansel Adams crée avec Edward Weston et d'autres photographes de San Francisco le groupe f/64.
- 1931 en photographie – x
- 1930 en photographie - x

### Années 1920
- 1929 en photographie
  - Commercialisation du Rolleiflex.
  - Exposition Film und Foto à Stuttgart, première grande exposition de photographie moderne européenne et américaine.
- 1928 en photographie – x
- 1927 en photographie - La photographe américaine Berenice Abbott achète à la mort d'Eugène Atget toutes ses archives photographiques et contribue à faire connaitre son œuvre.
- 1926 en photographie
  - Création à Paris de l'École technique de photographie et de cinéma (ETPC), future École nationale supérieure Louis-Lumière.
  - Man Ray, Noire et Blanche.
- 1925 en photographie - Commercialisation du Leica.
- 1924 en photographie – Man Ray, Le Violon d'Ingres.
- 1923 en photographie - Alfred Stieglitz commence Equivalents (en), une série de photographies de nuages et de ciels.
- 1922 en photographie – x
- 1921 en photographie – x
- 1920 en photographie - x

### Années 1910
- 1919 en photographie – x
- 1918 en photographie - x
- 1917 en photographie - x
- 1916 en photographie - x
- 1915 en photographie - Création en France de la Section photographique de l'armée (SPA).
- 1914 en photographie - x
- 1913 en photographie - x
- 1912 en photographie – x
- 1911 en photographie – x
- 1910 en photographie - x

### Années 1900
- 1909 en photographie – x
- 1908 en photographie – Le physicien Gabriel Lippmann reçoit le prix Nobel de physique « pour sa méthode de reproduction des couleurs en photographie »
- 1907 en photographie - 
  - Umberto Boccioni, Moi-nous-Boccioni.
  - Alfred Stieglitz, L'Entrepont.
- 1906 en photographie - x
- 1905 en photographie - Alfred Stieglitz et Edward Steichen créent à New York la Galerie 291, l'une des premières galeries consacrées à la photographie.
- 1904 en photographie – x
- 1903 en photographie
  - Création à New York de la revue Camera Work par Alfred Stieglitz.
  - Auguste et Louis Lumière font breveter l'autochrome.
- 1902 en photographie – Création par Alfred Stieglitz, Gertrude Käsebier, Fred Holland Day et Eva Watson-Schütze de Photo-Secession, mouvement américain qui promeut la photographie en tant qu'art.
- 1901 en photographie – x
- 1900 en photographie - x

## XIXesiècle

### Années 1890
- 1899 en photographie – Création à Madrid de la Société royale de photographie (Real Sociedad Fotográfica).
- 1898 en photographie – x
- 1897 en photographie - x
- 1896 en photographie - x
- 1895 en photographie - x
- 1894 en photographie – x
- 1893 en photographie - x
- 1892 en photographie – x
- 1891 en photographie – x
- 1890 en photographie - Jacob Riis, How the Other Half Lives (Comment vit l'autre moitié), ouvrage documentant les conditions de vie des quartiers pauvres et des bidonvilles de New York : premier exemple de l’utilisation de la photographie à des fins de réforme sociale.

### Années 1880
- 1889 en photographie – x
- 1888 en photographie – George Eastman commercialise aux États-Unis l'appareil photographique box Kodak n° 1, ainsi que le film souple transparent en nitrate de cellulose ; il dépose la marque Kodak et lance le slogan publicitaire « You press the button, we do the rest » (« Vous appuyez sur le bouton, on se charge du reste »).
- 1887 en photographie - x
- 1886 en photographie - Publication à Paris dans Le Journal illustré du premier interview illustré par la photographie : Conversation entre M. Nadar et M. Chevreul le jour de son centième anniversaire.
- 1885 en photographie - x
- 1884 en photographie – x
- 1883 en photographie - x
- 1882 en photographie – Étienne-Jules Marey invente le fusil photographique, destiné à l'observation du vol des oiseaux.
- 1881 en photographie – x
- 1880 en photographie - x

### Années 1870
- 1879 en photographie – x
- 1878 en photographie – Eadweard Muybridge, Sallie Gardner at a Gallop, série de 24 photographies en noir et blanc du cheval Sallie Gardner au galop.
- 1877 en photographie - x
- 1876 en photographie - x
- 1875 en photographie - x
- 1874 en photographie – x
- 1873 en photographie - x
- 1872 en photographie – x
- 1871 en photographie – x
- 1870 en photographie - x

### Années 1860
- 1869 en photographie – Louis Ducos du Hauron et Charles Cros présentent, chacun de leur côté, devant l'Académie des sciences à Paris un procédé à l'origine de la trichromie (photographie en couleur).
- 1868 en photographie – x
- 1867 en photographie - x
- 1866 en photographie - x
- 1865 en photographie - x
- 1864 en photographie – Mise au point de la photoglyptie, procédé d'impression qui connaît un énorme succès du fait qu'il était pratiquement impossible de distinguer le tirage en photoglyptie de la photographie originale.
- 1863 en photographie -  Timothy O'Sullivan, A Harvest of Death.
- 1862 en photographie – x
- 1861 en photographie – Thomas Sutton réalise la première photographie couleur.
- 1860 en photographie - x

### Années 1850
- 1859 en photographie – La Société française de photographie obtient de tenir sa 3e exposition annuelle au Palais de l'Industrie, en même temps que le prestigieux Salon de peinture.
- 1858 en photographie – Nadar réalise la première photographie aérienne depuis un ballon captif.
- 1857 en photographie – x
- 1856 en photographie – Gustave Le Gray, Brick au clair de lune.
- 1855 en photographie
  - Roger Fenton et son assistant, Marcus Sparling photographient pour le compte du gouvernement britannique la guerre de Crimée ; c'est la première commande officielle de photographies de guerre.
  - Roger Fenton, Valley of the Shadow of Death.
- 1854 en photographie
  - Eugène Disdéri met sur le marché la photo-carte de visite
  - Création à Paris de la Société française de photographie.
- 1853 en photographie – Création à Londres de la Royal Photographic Society.
- 1852 en photographie – x
- 1851 en photographie
  - Création à Paris de la Société héliographique qui publie La Lumière, première revue consacrée aux expérimentations photographiques.
  - Lancement en France de la Mission héliographique.
- 1850 en photographie – x

### Années 1840
- 1849 en photographie – x
- 1848 en photographie – x
- 1847 en photographie - Abel Niépce de Saint-Victor met au point le négatif sur verre albuminé ; Louis Désiré Blanquart-Évrard invente le papier albuminé.
- 1846 en photographie - x
- 1845 en photographie - x
- 1844 en photographie – x
- 1843 en photographie - x
- 1842 en photographie – John Herschel met au point le cyanotype, procédé photographique monochrome négatif qui permet d'obtenir un tirage photographique bleu de Prusse (bleu cyan).
- 1841 en photographie – William Henry Fox Talbot fait breveter le calotype, premier procédé photographique permettant d’obtenir de multiples images positives sur papier à partir d'un seul négatif papier.
- 1840 en photographie - mars : John William Draper réussit le premier daguerréotype net de la Lune.

### Années 1830
- 1839 en photographie – 7 janvier : date officielle de l'invention de la photographie avec la présentation par Arago à l'Académie des sciences à Paris de l'invention de Daguerre, le daguerréotype.
- 1838 en photographie – Louis Daguerre, Boulevard du temple, daguerréotype.
- 1837 en photographie - x
- 1836 en photographie - x
- 1835 en photographie - x
- 1834 en photographie – x
- 1833 en photographie - x
- 1832 en photographie – x
- 1831 en photographie – x
- 1830 en photographie - x

### Années 1820
- 1829 en photographie – x
- 1828 en photographie – x
- 1827 en photographie - premier cliché, par Nicéphore Niépce, Point de vue du Gras
- 1826 en photographie - x
- 1825 en photographie - x
- 1824 en photographie – x
- 1823 en photographie - x
- 1822 en photographie – x
- 1821 en photographie – x
- 1820 en photographie - x

### Années 1810
- 1819 en photographie – John Herschel décrit l'action du hyposulfite de sodium sur les sels d'halogénures d'argent, et son utilité en tant que fixateur des images photographiques.
- 1818 en photographie – x
- 1817 en photographie - x
- 1816 en photographie - Niépce entreprend ses premières recherches « héliographiques »
- 1815 en photographie – x
- 1814 en photographie – x
- 1813 en photographie – x
- 1812 en photographie – x
- 1811 en photographie – x
- 1810 en photographie – x

### Années 1800
- 1809 en photographie – x
- 1808 en photographie – x
- 1807 en photographie – x
- 1806 en photographie – x
- 1805 en photographie – x
- 1804 en photographie – x
- 1803 en photographie – x
- 1802 en photographie – x
- 1801 en photographie – x
- 1800 en photographie – x

## XVIIIesiècle
XVIIIe siècle en photographie

### Années 1790
- 1790-1799 en photographie

Naissances
- John Cay (en) (1790-1855)
- John Herschel (1792-1871)
- Marcellin Jobard (1792-1861)
- John Locke (en) (1792-1856)
- Samuel Bemis (en) (1793-1881)
- Sarah Anne Bright (1793-1866)
- Jean-Baptiste Louis Gros (1793-1870)
- Conde de Lipa (1793-1871)
- William Ellis (1794-1872)
- Christian Tunica (1795-1868)
- Julien Vallou de Villeneuve (1795-1868)
- Johann Baptist Isenring (1796-1860
- Hugh Lee Pattinson (1796-1868)
- Marcin Zaleski (1796-1877)
- Antoine Claudet (1797-1867)
- Henry Collen (1797-1879)
- Louis-Joseph Deflubé (1797-1884)
- Louis Alphonse de Brébisson (1798-1872)
- Gaspard-Pierre-Gustave Joly (1798-1865)
- Jean-Baptiste Soleil (1798-1878)
- William Valentine (en) (1798-1849)
- Anna Atkins (1799-1871)
- Henri Marcellin Auguste Bougenier (1799-1866)
- Titian Ramsay Peale (1799-1885)
- Joseph Saxton (en) (1799-1873)

### Années 1780
- 1780-1789 en photographie

Naissances
- Fortuné Joseph Petiot-Groffier (1785-1855)
- Louis Daguerre (1787-1851)
- George Wilson Bridges (1788-1863)
- William Cranch Bond (1789-1859)

### Années 1770
- 1770-1779 en photographie

Naissances
- Thomas Wedgwood (1771-1805)
- Jean-Gabriel Eynard (1775-1863)

### Années 1760
- 1760-1769 en photographie

Naissances
- Nicéphore Niépce (1765-1833)

## Autres chronologies thématiques
- Aéronautique
- Architecture
- Astronomie
- Automobile
- Bande dessinée
- Chemins de fer
- Cinéma
- Échecs
- Football
- Informatique
- Jeu vidéo
- Littérature
- Musique
- Musique classique
- Santé et médecine
- Science
- Sociologie
- Sport
- Théâtre
- Télévision